# 日本組織内弁護士協会
日本組織内弁護士協会（にほんそしきないべんごしきょうかい Japan In-House Lawyers Association）は、組織内弁護士（インハウスローヤー）によって組織される日本の任意団体。略称はJILA。現在の理事長は室伏康志。

## 概要
組織内弁護士についての調査研究を行うとともに、組織内弁護士の普及促進のための様々な活動を行うことにより、社会正義の実現と社会全体の利益の増進に寄与することなどを目的としている。
現役の組織内弁護士（正会員）及び組織内弁護士経験者（準会員）にのみ会員資格を認めているが、弁護士登録資格があり、弁護士会費支払いの負担回避などの事情により一時的に弁護士登録をしていない者についても、組織内弁護士としての実態を伴っている場合には会員資格を認めている。
代表者の肩書きは「会長」ではなく「理事長」である。

## 沿革
- 2001年（平成13年） 8月　「インハウスローヤーズネットワーク」として設立
- 2001年（平成13年） 9月　企業内弁護士の人数と所属企業に関する調査を開始
- 2002年（平成14年） 7月　公式ウェブサイト開設
- 2002年（平成14年）10月　定例会の開催を開始
- 2004年（平成16年） 6月　書籍「インハウスローヤーの時代」（日本評論社）を出版（JILA編）
- 2005年（平成17年）11月　第1回「インハウスローヤーセミナー」を開催
- 2006年（平成18年） 1月　「日本組織内弁護士協会」に名称変更、関西支部を設置
- 2006年（平成18年）10月　会員数が50名を超える
- 2008年（平成20年） 2月　会員数が100名を超える
- 2008年（平成20年） 4月　東海支部、九州支部を設置
- 2009年（平成21年） 2月　会員数が150名を超える
- 2009年（平成21年） 5月　書籍「最新 金融商品取引法ガイドブック」（新日本法規）を出版（JILA監修）
- 2010年（平成22年） 1月　会員数が200名を超える
- 2010年（平成22年） 3月　「組織内弁護士による国選弁護・当番弁護の受任に関する倫理行動指針」を公表
- 2010年（平成22年） 9月　会員数が250名を超える
- 2011年（平成23年） 3月　会員数が300名を超える
- 2011年（平成23年） 7月　会員数が350名を超える
- 2011年（平成23年） 8月　書籍「契約用語使い分け辞典」（新日本法規）を出版（JILA監修）
- 2011年（平成23年） 9月　10周年記念式典開催
- 2011年（平成23年）11月　会員数が400名を超える
- 2012年（平成24年） 2月　会員数が450名を超える
- 2012年（平成24年） 5月　会員数が500名を超える
- 2012年（平成24年） 9月　会員数が550名を超える
- 2013年（平成25年） 1月　会員数が600名を超える
- 2013年（平成25年） 4月　会員数が650名を超える

## 下位機関
- 第1部会（鉄鋼、非鉄金属、化学、ゴム、繊維、紙・パルプ、ガラス・土石）
- 第2部会（日本銀行、銀行、信用金庫、信用協同組合、証券、商品先物取引、資産運用・投資顧問、預金保険機構、証券取引所、リース、信販、信用保証、その他金融）
- 第3部会（情報通信、電気通信、携帯電話、情報技術、ネットサービス、ソフトウェア、ゲーム、マスメディア、出版、広告、エンターテイメント、著作権等管理事業）
- 第4部会（行政庁、地方公共団体、独立行政法人、教育機関）
- 第5部会（機械、電気機器、精密機器、輸送用機器、金属製品）
- 第6部会（医薬品、医療機器、医療機関、医療サービス、介護サービス）
- 第7部会（不動産、建設、住宅、建材・住宅設備、エネルギー、水道）
- 第8部会（食品、アパレル、生活雑貨、印刷、卸売り、小売り、物流、運輸、旅館、飲食、レジャー、テーマパーク、警備、その他製造・サービス（他の部会に属するものを除く））
- 第9部会（生命保険、損害保険、特殊保険）
- 第10部会（商社、監査法人、コンサルティング、シンクタンク、再生支援、農業協同組合、漁業協同組合、その他経済団体）

## 支部
- 関西支部
- 東海支部
- 九州支部

## 歴代理事長
カッコ内は年度
- 梅田康宏 (2001-2009)
- 片岡詳子 (2010-2011)
- 室伏康志 (2012-)

## 歴代事務総長
カッコ内は年度
- 真銅孝典 (2010-2011)
- 梅田康宏 (2012-)